# Liste des évêques de Rapolla
Le diocèse  de Rapolla est un ancien diocèse italien en Basilicate avec siège à Rapolla. Le diocèse est fondé au XIe siècle. En 1528 le diocèse de Melfi est uni avec le diocèse de Rapolla dans le diocèse de Melfi-Rapolla et en 1986 le diocèse de Melfi-Rapolla est réuni avec le diocèse de Venosa dans le diocèse de Melfi-Rapolla-Venosa.

## Évêques
- Ursone † (1072 - juin 1078)
- Giovanni Ier † (1092)
- Anonyme † ( 1143)
- Anonyme † (vers  1200)
- Anonyme † ( 1222)
- Giovanni II † (1265 - ?)
- Bartolomeo † (? - 1266)
- Ruggero Ier † (26 août 1275 - 1280)
- Ruggero II † (11 novembre 1290 - 1305)
- Pietro, O.F.M. † (1305 - 1308)
- Bernardo † (1316 - 1341)
- Giovanni † (20 novembre 1342 - 1346)
- Gerardo, O.P. † (1346 - 1349)
- Nicola di Grottaminarda, O.F.M. † (1349 - ?)
- Benedetto Cavalcanti, O.F.M. † (1371 - 1374)
- Angelo Acciaioli † (1375 - 3 juin 1383 )
- Nicolò † (1383 - ?)
- Angelo † (? - 1384 )
- Antonio † (1386 - ?)
- Tommaso † (1390 - vers 1398)
- Luca † (1398 - 1446 )
- Francesco de Oliveto, O.S.B. † (14 juin 1447 - 1455 )
- Pietro Minutolo † (16 juillet 1455 - 3 juin 1478 )
- Vincenzo Galeota † (1478 - 30 janvier 1482)
- Colantonio Lentulo † (1482 - 1482)
- Malitia de Gesualdo † (1482 - 1488)
- Troilo Carafa † (1488 - 27 novembre 1497)
- Luigi de Amato † (1497 - 1506)
- Gilberto Sanilio † (1506 - 1520)
- Raimondo Sanilio † (1520 - 1527)